# カルスト・シェパード
カルスト・シェパード（英: Karst Shepherd）は、スロベニアのカルスト地方原産の護蓄犬種である。別名はカルスト・シェパード・ドッグ（英: Karst Shepherd Dog）、クラシュキ・オウチャル（スロベニア語: Kraški ovčar）、クラスキ・オフテャル（英: Krasky Ovcar）、カルスキ・オフチャル（英: Carski Ovcer）で、愛称はカルスティー,（Karsty）。サルプラニナッツとは親せき関係にある。

## 歴史
1687年には既に犬種として存在していた。サルプラニナッツを改良して生まれたとも、これが改良されてサルプラニナッツになったともいわれている。原産地では専ら羊を狼から守るのに使われ、あらゆる脅威を撃退する頼もしい護蓄犬として何百年もの間大切にされていた。ところが、冷戦の終結によるソ連崩壊後に起こった旧ユーゴスラビア紛争の戦禍により、スロベニア内のカルスト・シェパードは全て死滅してしまった。紛争の沈静後、隣国やドイツに疎開していた犬を集めてブリーディングし、生まれた犬たちを原産地へ送り返した。これにより再び原産地に帰ってきたカルスト・シェパードは再び大切に飼育されるようになり、徐々に頭数を回復していった。又、スロベニアの天然記念物としても登録され、更なる保護に力を加えられる事にもなった。
かつては親せき種であるサルプラニナッツの亜種であるとして同一視され、1939年に両種はイリリアン・シープドッグの名でFCIに公認犬種として登録された。しかし、両種の愛好家の反対により登録は一時抹消され、1968年にそれぞれが正真正銘の別犬種として認知されて独立し、再登録された。現在も希少な犬種で、ほとんどが作業犬として使われている。ドッグショーにもめったに出場せず、家庭犬として飼われているものは非常に少ない。勿論、2008年の段階で日本にはまだ輸入された事がない。

## 特徴
サルプラニナッツと比べるとマズルが細く、防衛本能が高いのが特徴である。がっしりとした骨太の体格で、悪天候にも耐え抜く丈夫な体とコートを持つ。垂れ耳・ふさふさした垂れ尾でコートは二重構造のダブルコート、毛色はウルフやブロンズなどがある。このコートは密度が高く、狼の牙から身を守ったり耐寒性に優れた便利なコートではあるが、分厚いため暑さに弱いので、作業用の犬は夏期にコートを刈ってしまうのが普通である。体高60cm前後、体重40kg前後の大型犬で、性格は生真面目で忠実だが、縄張り意識と防衛本能が高く攻撃的な面もある。しっかりとした一貫性のある訓練がなければ飼育は出来ず、又、カルスト・シェパードは人間のことをあくまでもパートナーとして認識しているため犬の知識が深い人でなければ飼育は不可能である。しかし、訓練が成功すれば中学生以上の子供と遊ばせる事も可能である。室外飼いが基本で、散歩の時間は長めに取る必要がある。
かかりやすい病気は大型犬でありがちな股関節形成不全症である。

## 参考
- 『日本と世界の愛犬図鑑2007』（辰巳出版）佐草一優監修
- 『デズモンド・モリスの犬種事典』デズモンド・モリス著書、福山英也、大木卓訳 誠文堂新光社、2007年
- 『日本と世界の愛犬図鑑2009』（辰巳出版）藤原尚太郎編･著